# كارول بيشوب جوين
كارول بيشوب جوين (مواليد القرن 20)، هي كاتبة ومؤرخة كندية وأكاديمية تخصص رقص ، اشتهرت بأنها مؤلفة كتاب سيرة ذاتية لسيليا فرانكا نُشر في عام 2011. وهي متزوجة بالمؤرخ الكندي البريطاني ريتشارد جوين